# Alexandru Coconul
Alexandru Coconul (n. 14 august 1611 – d. 26 iunie 1632, Constantinopol, Imperiul Otoman) a fost domn în Țara Românească (14 august 1623 – 3 noiembrie 1627) și în Principatul Moldovei (înainte de jumătatea lunii iunie 1629 – 29 aprilie 1630). Deoarece era foarte tânăr la începutul domniei sale, a fost poreclit „Coconul”. 

## Biografie
În timpul domniei sale din Țara Românească, țara a fost de fapt condusă după indicațiile tatălui său Radu Mihnea, care era în acel moment pe tronul Moldovei. Se poate spune că cele două țări române au fost conduse în acest timp de un singur domnitor, Radu Mihnea, el domnind în Moldova (1623–1626), iar fiul său în Muntenia (1623–1627).
A fost căsătorit cu Ruxandra Beglitzi (1610–1684), o fată a lui Scărlet Saigiu.
Alexandru Coconul, fiul lui Radu Mihnea, din Țara Românească, a ajuns la Istanbul, fiind mazilit, după care „a cheltuit atâtea pungi cu galbeni, încât, doi ani mai târziu, reuși să fie numit iarăși domn”, de data aceasta al Moldovei. 
N.A. Bogdan, în cunoscuta sa lucrare Istoria orașului Iași, referindu-se la domnitorul Alexandru Coconul, consemnează că, „dând turcilor peșcheșuri, în sumă de peste 100.000 de galbeni venețieni, reușește să fie trimis ca domn în Moldova” .
Este numit domn în Moldova de către turci, după mazilirea și plecarea la Ustia a lui Miron Barnovschi-Movilă.
În câteva luni de zile, Poarta s-a convins de ineficiența domniei lui Alexandru Coconul: „înțelegîndu și împărăția că nu este de domnia țării de margine ca aceasta”, el a fost mazilit .